# Стенописи в параклиса Свети Казимир
Стенописите в параклиса „Свети Казимир“ са 2 стенописа от края на XVII век в параклиса „Свети Казимир“ в катедралата във Вилнюс, Литва от Микеланджело Палони.
Единият стенопис е „Отварянето на ковчега на Свети Казимир“ и е с размери 285 x 402 cm. Вторият е „Възкресението на Урсула“, с размери 295 x 402 cm. Катедралата във Вилнюс е шедьовър на бароковото изкуство. Тези големи стенописи декорират източните и западните страни на параклиса в катедралата. Те са създадени от Микеланджело Палони, флорентински художник, от 1674 г. работи в Жечпосполита. Неговите творби са едни от най-ценните образци на барока в Литва. Те имат голямо художествено качество, но също така и изразителна иконография. Параклиса е построен след като принц Казимир е канонизиран за светец от папа Климент VIII през 1602 г. Построен е по инициатива на краля на Полша и велик княз на Литва Сигизмунд III Васа, от италиански скулптори и архитекти.
Стенопист „Отварянето на ковчега на Свети Казимир“ е изографисан върху източната стена. На 16 август 1604 г. ковчегът на Свети Казимир е отворен. Епископът на Вилнюс Бенедикт Война вика пратеници от Рим да проверят ковчега, защото от него се разпространява благоуханна миризма. Тялото в ковчега е намерено непокътнато, 120 години след неговото погребение. Светецът е облечен с дълга червена мантия и корона на главата. Епископът е с вдигнати ръце към небето. Около тях има свещеници със свещи в ръце.
Стенописът „Възкресението на Урсула“ е изографисан на западната страна на параклиса. Той изобразява първото известно чудо на Св. Казимир. Алед смъртта на младото момиче Урсула, баща ѝ отива до ковчега на принца, за да моли за Неговата милост. Оставена в близост до мощите на Казимир, момичето възкръсва. След като възкръсва протяга ръце към саркофага. Роднините и духовниците, в дясната част, са смаяни. Този стенопис насърчава за почит към култа на Свети Казимир.